# Chicago Marathon 1978
De Chicago Marathon 1978 werd gelopen op zondag 24 september 1978. Het was de 2e editie van de Chicago Marathon. De Amerikaan Mark Stanforth kwam als eerste over de streep in 2:19.20. Zijn landgenote Lynae Larson won bij de vrouwen in 2:59.25.

## Uitslagen

### Mannen
| rang   | naam             | land | tijd    |
| ------ | ---------------- | ---- | ------- |
| Goud   | Mark Stanforth   | USA  | 2:19.20 |
| Zilver | Barney Klecker   | USA  | 2:24.13 |
| Brons  | Dan Cloeter      | USA  | 2:24.33 |
| 4      | Blair Bertaccini | USA  | 2:26.31 |
| 5      | Dean Reinke      | USA  | 2:26.55 |
| 6      | Pat Chmiel       | USA  | 2:27.22 |
| 7      | Les Myers        | USA  | 2:29.39 |
| 8      | Robert Brown     | USA  | 2:30.08 |
| 9      | Thomas Blumer    | USA  | 2:30.08 |
| 10     | John Been        | USA  | 2:30.33 |

### Vrouwen
| rang   | naam              | land | tijd    |
| ------ | ----------------- | ---- | ------- |
| Goud   | Lynae Larson      | USA  | 2:59.25 |
| Zilver | Karen Doppes      | USA  | 3:13.20 |
| Brons  | Debbie Hartsock   | USA  | 3:13.25 |
| 4      | Marion Burchfield | USA  | 3:20.00 |
| 5      | Martha McCafferty | USA  | 3:22.45 |
| 6      | Susan Grossman    | USA  | 3:25.00 |
| 7      | Mary Logan        | USA  | 3:26.00 |
| 8      | Samatha Danner    | USA  | 3:28.35 |
| 9      | Lydi Pallares     | USA  | 3:29.35 |
| 10     | Sonja Liems       | USA  | 3:29.55 |

1977 ·
1978 ·
1979 ·
1980 ·
1981 ·
1982 ·
1983 ·
1984 ·
1985 ·
1986 ·
1987 ·
1988 ·
1989 ·
1990 ·
1991 ·
1992 ·
1993 ·
1994 ·
1995 ·
1996 ·
1997 ·
1998 ·
1999 ·
2000 ·
2001 ·
2002 ·
2003 ·
2004 ·
2005 ·
2006 ·
2007 ·
2008 ·
2009 ·
2010 ·
2011 ·
2012 ·
2013 · 
2014 · 
2015 · 
2016 · 
2017 · 
2018 · 
2019 · 
2021 · 
2022 · 
2023